# Ibrahim Drešević
Ibrahim Drešević (Albanees: Ibrahim Dreshaj)  (Lilla Edet, 24 januari 1997) is een Kosovaars-Zweeds voetballer die als verdediger voor FC Machida Zelvia speelt.

## Jeugd
Ibrahim Drešević werd geboren in Zweden als zoon van Albanese ouders uit Montenegro. Zijn achternaam is in zijn taal eigenlijk Dreshaj, maar in Montenegro worden veel Albanese namen aangepast zodat deze slavisch klinken.

## Carrière
Ibrahim Drešević speelde in de jeugd van Norrby IF en IF Elfsborg, waar hij van 2016 tot 2018 in het eerste elftal speelde. Hij debuteerde voor Elfsborg op 25 augustus 2008, in de met 0-7 gewonnen bekerwedstrijd tegen IK Gauthiod. In 2018 groeide hij uit tot een vaste waarde voor Elfsborg, hij speelde 23 van de 30 wedstrijden. Ook wist hij zijn eerste doelpunt te scoren, de 0-2 in de met 0-4 gewonnen bekerwedstrijd tegen Vasalunds IF. In de winterstop van 2018/19 vertrok hij naar sc Heerenveen, waar hij een contract voor drie en een half jaar tekende. Hij debuteerde voor Heerenveen op 16 februari 2019, in de met 2-2 gelijkgespeelde thuiswedstrijd tegen PSV. In de eerste twee wedstrijden van zijn tweede seizoen bij Heerenveen wist hij te scoren, waaronder een vrije trap van grote afstand tegen Feyenoord. Drešević bleef drie seizoenen lang een vaste waarde voor Heerenveen, waarna hij transfervrij naar het Turkse Fatih Karagümrük vertrok. Hier speelde hij anderhalf seizoen. In januari 2024 vertrok hij naar het Japanse FC Machida Zelvia, wat voor het eerst in de geschiedenis naar de J1 League gepromoveerd was.
In mei 2019 werd Drešević geselecteerd voor het Kosovaars voetbalelftal, zijn debuut volgde enkele maanden later in de oefenwedstrijd tegen het Gibraltarees voetbalelftal op 10 oktober 2019.

### Statistieken
| Seizoen                       | Club              | Land           | Competitie     | Competitie | Competitie | Beker | Beker | Overig | Overig | Totaal | Totaal |
| Seizoen                       | Club              | Land           | Competitie     | Wed.       | Dlp.       | Wed.  | Dlp.  | Wed.   | Dlp.   | Wed.   | Dlp.   |
| ----------------------------- | ----------------- | -------------- | -------------- | ---------- | ---------- | ----- | ----- | ------ | ------ | ------ | ------ |
| 2016                          | IF Elfsborg       | Zweden         | Allsvenskan    | 2          | 0          | 1     | 0     | –      | –      | 3      | 0      |
| 2017                          | IF Elfsborg       | Zweden         | Allsvenskan    | 6          | 0          | 0     | 0     | –      | –      | 6      | 0      |
| 2018                          | IF Elfsborg       | Zweden         | Allsvenskan    | 23         | 0          | 2     | 1     | –      | –      | 25     | 1      |
| 2018/19                       | sc Heerenveen     | Nederland      | Eredivisie     | 6          | 0          | 0     | 0     | –      | –      | 6      | 0      |
| 2019/20                       | sc Heerenveen     | Nederland      | Eredivisie     | 26         | 2          | 4     | 0     | –      | –      | 30     | 2      |
| 2020/21                       | sc Heerenveen     | Nederland      | Eredivisie     | 30         | 0          | 4     | 0     | –      | –      | 34     | 0      |
| 2021/22                       | sc Heerenveen     | Nederland      | Eredivisie     | 27         | 0          | 3     | 0     | 2      | 0      | 32     | 0      |
| 2022/23                       | Fatih Karagümrük  | Turkije        | Süper Lig      | 32         | 1          | 3     | 0     | –      | –      | 35     | 1      |
| 2023/24                       | Fatih Karagümrük  | Turkije        | Süper Lig      | 16         | 0          | 1     | 1     | –      | –      | 17     | 1      |
| 2024                          | FC Machida Zelvia | Japan          | J1 League      | 0          | 0          | 0     | 0     | –      | –      | 0      | 0      |
| Carrièretotaal                | Carrièretotaal    | Carrièretotaal | Carrièretotaal | 168        | 3          | 18    | 2     | 2      | 0      | 188    | 5      |
| Bijgewerkt op 26 januari 2024 |                   |                |                |            |            |       |       |        |        |        |        |